# Bezirksamt Mosbach

Lage der Bezirksämter in Baden im Jahr 1890

Das Bezirksamt Mosbach entstand 1806 als Amt im Großherzogtum Baden und wurde als späteres Bezirksamt am 1. Januar 1939 in Landkreis Mosbach umbenannt.

## Geschichte
Durch den Reichsdeputationshauptschluss 1803 und die Auflösung der Kurpfalz kam das Oberamt Mosbach mit seinen zugehörigen Orten zum neu geschaffenen Fürstentum Leiningen. Die Rheinbundakte mediatisierte bereits 1806 das Fürstentum Leiningen sowie die beiden Grafschaften Leiningen-Billigheim und Leiningen-Neudenau. Das Fürstentum Leiningen wurde aufgeteilt: Der Großteil des Fürstentums fiel an das Großherzogtum Baden, die Reste an das Königreich Bayern und das Großherzogtum Hessen (Hessen-Darmstadt). Die Grafen von Leiningen-Billigheim und von Leiningen-Neudenau wurden Standesherren unter der Souveränität Badens.

## Orte des Bezirksamtes
Stadt- und erstes Landamt entsteht aus den Mosbachischen Amtsorten: Mosbach, Diedesheim, Neckarelz, aus dem Amt Lohrbach ohne die drei oben zu Eberbach gezogenen Orte und ohne Sulzbach, sodann aus den Grundherrlichkeiten Kleineicholzheim, Großeicholzheim, Heidersbach, Binau und dem Neckarschwarzachischen Ort Reichenbach:
Mosbach zweites Landamt entsteht aus den Mosbacher Amtsorten Mörtelstein, Obrigheim, Haßmersheim; aus den Neckarschwarzacher Amtsorten: Heinsheim einschließlich des grundherrlichen Anteils, Asbach, Guttenbach, Neckarkatzenbach, Breitenbronn, Aglasterhausen, aus den vom Tauberkreis hieher übergehenden und aufhörenden Ämter: Neudenau und Billigheim, und aus den Grundherrlichkeiten: Stein, Presteneck, Lobenbach, Neckarzimmern mit Steinbach, Hornberg und Stockbrunn, Dautenzell, Ehrenberg, Kohl- und Zimmerhof, Neckarmühlbach mit Guttenberg, Kälbertshausen, Hochhausen, endlich aus dem (oben bei dem ersten Amt ausgenommenen) Lohrbachischen Ort Sulzbach.
(Großherzoglich-Badisches Regierungsblatt, Nr. XXII vom 30. Juli 1813, S. 137–138)
1924 wurde das Bezirksamt Mosbach um die Gemeinden des Bezirksamtes Eberbach vergrößert. Wie alle badischen Bezirksämter erhielt das Bezirksamt Mosbach zum 1. Januar 1939 die Bezeichnung Landkreis.
Die Zugehörigkeit des Amtes Mosbach innerhalb der hierarchischen Gliederung der badischen Verwaltung:
- Ab 1806: Provinz des Unterrheins oder der badischen Pfalzgrafschaft (Mannheim) - Standesherrliche Ämter: fürstlich-leiningisches Amt Mosbach
- Ab 1809: Odenwälderkreis (Mosbach) - Standesherrliche Ämter: Amt Mosbach
- Ab 1810: Neckarkreis (Mannheim) - Standesherrliche Ämter: Amt Mosbach
- Ab 1813: Neckarkreis (Mannheim) - Amt Mosbach aufgeteilt in: Stadt- und I. Landamt/II. Landamt
- Ab 1832: Unterrheinkreis (Mannheim) - Standesherrliche Ämter: Stadt- und I. Landamt/II. Landamt
- Ab 1841: Unterrheinkreis (Mannheim) - Standesherrliche Ämter: Amt Mosbach
- Ab 1863: Landeskommissärbezirk Mannheim - Kreis Mosbach - Bezirksamt Mosbach
- Ab 1939: Landeskommissärbezirk Mannheim - Landkreis Mosbach

## Amtsvorstände
Die Oberamtmänner des Bezirksamts Mosbach zwischen 1813 und 1939 sind unter Landkreis Mosbach dargestellt.